# Есиплево (Владимирская область)
Есиплево — село в Кольчугинском районе Владимирской области России. Центр Есиплевского сельского поселения.

## География
Село расположено на берегу реки Ильмовки (бассейн Клязьмы) в 12 км на восток от районного центра города Кольчугина.

## История

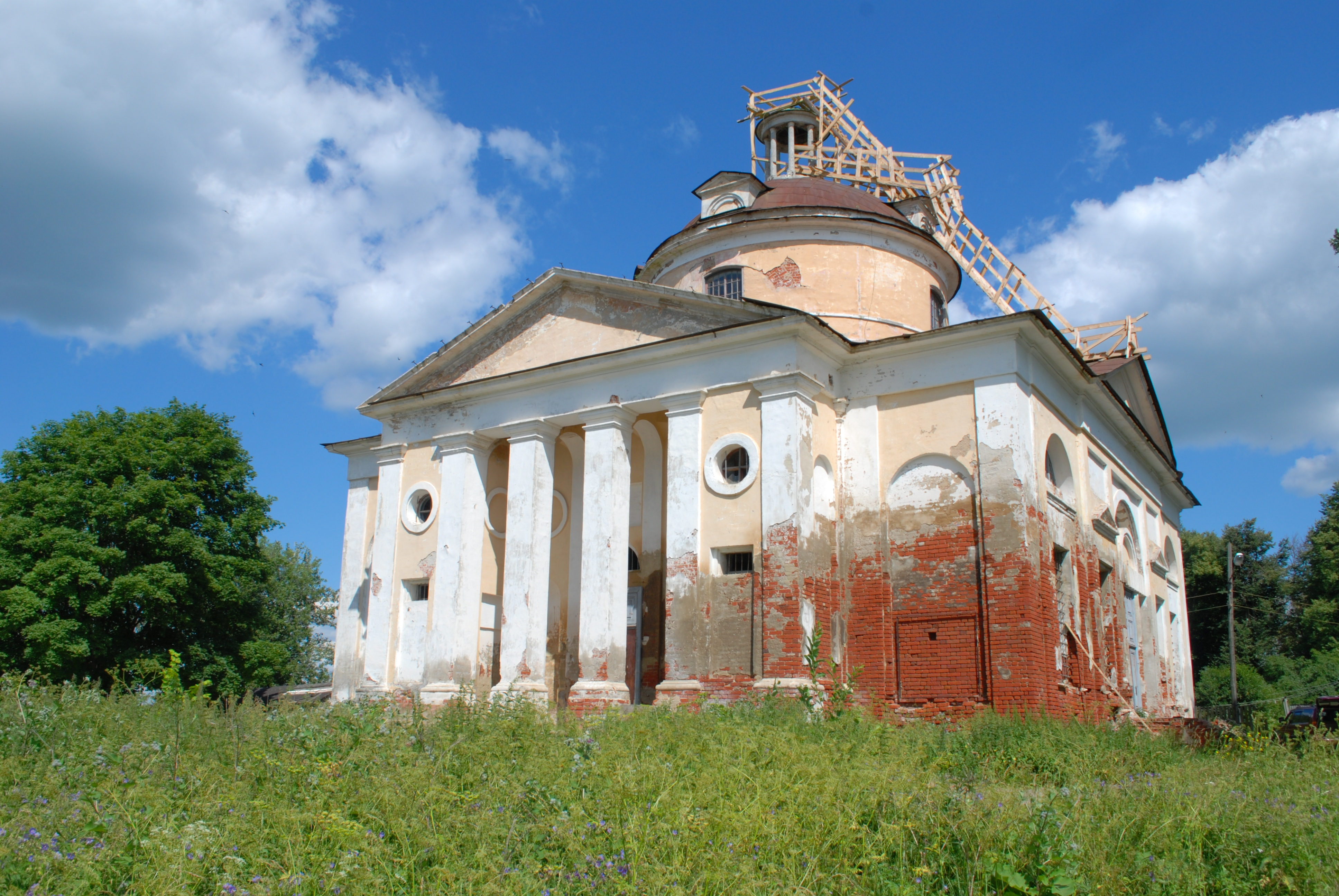
Церковь Покрова Богородицы. 2010 год

В начале XVII в. в селе была церковь Святителя и Чудотворца Николая, в патриарших окладных книгах 1628 г. записана так: «церковь Николы Чудотворца в селе Есиплеве в вотчине Второво Окинфее-ва дани двенадцать алтын с денгою десятильнича гривна». В 1652 г. владелец села Иван Фёдорович Акинфов (с 1640 г. стряпчий, с 1658 г. стольник, в 1668 г. был послом в Варшаве, с 1650 по 1654 гг. воевода в Якутске и Енисейске, с 1658 по 1671 гг. служил в Пушкарском приказе в Москве) построил новую церковь Святителя и Чудотворца Николая с приделом святых князей Бориса и Глеба. В 1654 г. на новопостроенную церковь дани в патриарший приказ положено было «рубль 2 коп. 4 ден. заезда гривна».
В первой половине XVIII в. в селе существовала церковь с тремя престолами, главный был освящён в честь Покрова Пресвятой Богородицы, а два другие в прежнее наименование; церковь была каменной. В конце XVIII в. помещик Алексей Алексеевич Акинфов, с разрешения суздальского епископа Виктора, упразднил Покровский и Борисоглебский престолы и построил тёплую церковь с одним престолом в честь Святителя и Чудотворца Николая.
В 1798 г. построена в селе тщанием того же помещика Алексея Акинфова холодная церковь и в том же году освящена в честь Покрова Пресвятой Богородицы. Приделы в ней Святителя Алексия, митрополита Московского и Святых мучеников Адриана и Наталии. Обе церкви существуют до настоящего времени в своём первоначальном виде.
Причт церковный в конце XIX в. состоял из священника и псаломщика. На содержание своё причт получал процентов с церковного капитала 25 руб. 68 коп. и от сбора хлебом 40 руб., от земли 180 руб. и за требоисправления до 550 руб., а всего до 800 руб. в год. Дома причт имел собственные, построенные на церковной земле.
3 ноября 1915 г. в 6 часов вечера скончался священник Ксенофонт Иосифович Лепорский, родившийся в 1844 г. в многолюдной семье псаломщика с. Есиплева Юрьевского уезда (ныне Кольчугинского района Владимирской области). Год поступления его в духовную школу совпал с Крымской войной, в которой участвовал и с которой не возвратился его родитель. Он умер от тифа. Семья осталась без всяких средств, и будущему отцу Ксенофонту пришлось испытать в годы учения всякие лишения. Батюшка не любил рассказывать об этом времени. Известно лишь, что, одарённый голосом, он рано попал в архиерейский хор и благодаря этому доставал себе пропитание. Но не красна была, видимо, его певческая жизнь.
Она давала ему только пропитание. Когда крёстный отец подарил маленькому певчему ситца на рубашку, он так был рад, что сшил себе рубашку сам и до самой смерти не мог забыть этого подарка. В таких условиях прошёл отец Ксенофонт нелегкую духовную школу и окончил семинарию в 1866 г. Не имея никаких знакомств, юноша не получил места, которое давало бы заработок, поступил послушником в Переславский Никитский монастырь. Здесь прожил несколько месяцев и наконец занял место священника в соседнем с монастырём Ягреневском приходе, откуда в 1883 г. перешёл в Мергусово, где и окончил своё служение, выйдя за штат в 1907 г. Сам испытавший в детстве нужду, покойный всю жизнь очень заботливо относился к своим детям. Он отказывал себе часто в самом существенном, лишь бы дети не чувствовали нужды.
До последних лет жизни он принуждён был заботиться о них. С ослабнувшими силами, наполовину лишившийся зрения, он работал последние годы, нанимаясь викарным, чтобы поддержать своих младших детей. Только за два года до смерти он смог успокоиться от житейских забот и предаться отдыху, но злой недуг — водянка омрачил ему годы отдыха. Трогательны были последние дни жизни покойного отца Ксенофонта. Будучи священником, он особенно усердно молился за усопших, соединяя поминовение их с чтением Псалтиря. Когда зрение окончательно изменило ему, он просил свою супругу садиться возле его постели и читать божественную книгу. В положенных местах он, молитвенно перечисляя имена умерших, присоединял к ним имя «новопреставленного иерея Ксенофонта». Молясь за себя сам, он, умирая, особенно просил молитв за него по смерти. Это было его единственное желание и последнее завещание.
.Необыкновенная аккуратность в требоисправлениях и церковных cлужбах составляла его характерную черту. Прихожане знали его религиозность и глубокую веру в священнодействие, поэтому постоянно приглашали напутствовать больных. На его долю выпадало больше этих треб, чем у других священников. Были и мнимо больные, и даже такие, которых нельзя напутствовать. Но покойный, угадывая истинное положение вещей, никогда не отвечал отказом и всегда ехал, чтобы лично посмотреть «больного». За свою долголетнюю жизнь с народом о. Ксенофонт хорошо изучил душу русского крестьянина и знал, каким образом утешить каждого.
От бодрящих слов, какими он обыкновенно сопровождал таинство елеосвящения, казалось, что с души болящего сваливался огромный груз, и с какой зато искренностью высказывались умирающими вслед ему пожелания «много лет священствовать». Слух о религиозности отца Ксенофонта распространился далеко за пределы его прихода. Очень часто из дальних деревень привозили ему матери своих болящих детей. Отец Ксенофонт совершал над ними молебное чтение с помазанием елеем, и матери возвращались домой суверенностью в выздоровлении детей.
Нельзя умолчать ещё об одной характерной для старых батюшек черт, которую можно было наблюдать у о. Ксенофонта. Это его отношение к источникам доходов духовенства. За всю его долголетнюю службу ни разу с его стороны не раздалось ропота по поводу тех сборов, какими должно существовать сельское духовенство. И это не потому, что он считал их выгодными, выгоды в этих сборах было мало. Но он просто считал себя обязанным следовать Писанию, где говорится: «Служащий алтарю, алтарём кормится». Отец Ксенофонт не мог смириться с тем, что его заместитель, молодой священник, отменил все сборы. Заштатный о. Ксенофонт постоянно ему говорил, что он не в праве нарушать традиции, что его преемники не будут ему благодарны. Наконец, заслуживает быть отмеченным в покойном полное отсутствие поощрений по службе.
Его высшей наградой была камилавка, хотя по своему долголетнему безукоризненному служению он имел право на высшие награды. Отец Ксенофонт любил благолепие храма. За время его пребывания в Мергусовском приходе храм совершенно преобразился как внутри, так и снаружи. При о. Ксенофонте улучшена живопись в храме, устроены металлические облачения на престолы, приобретены богатые ризы, подсвечники и, наконец, грубый чугунный пол заменён метлахскими плитами. При нём же приобретён 400-пудовый колокол и для более успешного пользования им значительно поднята колокольня.
Немало был озабочен священник и вопросом о просвещении прихожан. Долгое время, пока не было школы, он обучал на дому и наконец добился того, что хоть в крестьянском доме, но была открыта земская школа. Тело усопшего было опущено в могилу в Гор-Пнёвицком кладбище. За литургией слова прощания сказал сын покойного В.К. Лепорский. Он вспоминал сцены из детства, связанные с отцом, и эпизоды из жизни священника. Так, он говорил: «Кого мы лишаемся с твоей смертию? Мы, дети, теряем дорогого отца, который любил нас так, как нечасто любят отцы своих детей.
В заботах о нас выпала на твою долю нелёгкая задача. Нужно было вырастить и воспитать нас в то время, когда сам ты уже должен был думать о покое. И ты без ропота, с какой то особой любовью, растил нас, ничего не требуя от нас за свой труд...».
А вот воспоминание сына о нелёгкой службе отца: «Поздней ночью возвращаешься ты из Переславля. Зима. Кусты кругом. Вдруг волк голодный выходит на дорогу и следует за тобою. Ты один. Деревня далеко. С тобой никакого оружия. На перекрёстке ты оборачиваешься, крестишь своего провожатого, и тот свёртывает в сторону и исчезает...
Теперь позволь на прощание вспомнить один момент твоего священнического служения, в который ты был поистине велик. Каждая твоя молитва, каждая служба были действиями глубоко верующего человека.
Но была одна служба в году, когда ты был выше всего. Это утреня Великой Пятницы, когда ты читал прощальную беседу Христа с учениками. Много слышал я декламаторов, читавших произведения и глубокие по чувству, и великие по идее. Но я не помню, чтобы хоть одно из них потрясло так сильно мою душу, как твоё чтение прощальной беседы Христа. Каждый раз при мысли о тебе у меня звучит в ушах твой голос, начинающий Евангелие: «Ныне прославися Сын человеческий...» - и думаю, что этого чтения я никогда не забуду».
Приход состоял из с. Есиплево и д. Ивашково, Костево, Новосёлки, Огибки, Барыкино и Николаевки. Всего дворов в приходе было 246, душ мужеского пола 658 чел, женского 703 чел. В 1872 г. в селе открылась земская народная школа, помещавшаяся в собственном здании. Церковь Покрова Божией Матери построена на средства Алексея Алексеевича Акинфова (1755-1828). Он был помещиком с. Есиплева Юрьевского уезда Владимирской губернии. Служебную деятельность начал во Владимире. В 1783 г. в чине коллежского асессора занял пост прокурора в губернском магистрате. В начале XIX в. он управляющий Московского отделения Государственного казначейства при Министерстве финансов и имеет ордена Святого Владимира IV степени и Анны II класса. В 1798 г. в родном поместье Есиплеве он построил церковь Покрова Пресвятой Богородицы и богадельню, выделял капитал, проценты с которого шли в помощь крестьянам села.
По окончании войны он получил бронзовую медаль «В память Отечественной войны 1812 года» на Владимирской ленте, полагавшуюся старейшинам дворянских семейств, содействовавших победе армии. С сентября 1821 г. Акинфов был сенатором, в мундире сенатора он изображён на портрете. Выходя в отставку в марте 1823 г., он получил «за 62-летнее прохождение» службы орден Святого Владимира II степени. В Москве, вероятно, прошли последние годы его жизни. Вместе с женой, урождённой Самойловой, он похоронен в Московском Покровском монастыре, который стал местом захоронения многих из рода Акинфовых.
В советское время храмы закрыты, Никольский  заброшен и разрушаен, в храме Покрова Божией Матери устроен сельский дом культуры (в данное время пустует).
С 1929 года и вплоть до 2005 года село являлось центром Есиплевского сельсовета в составе Кольчугинского района.
До 2007 года в селе действовала Есиплевская начальная общеобразовательная школа.

## Население
| 1859 | 1905 | 1926 | 2002 | 2010 | 2021 |
| ---- | ---- | ---- | ---- | ---- | ---- |
| 398  | ↘122 | ↗174 | ↗453 | ↗458 | ↘208 |

## Инфраструктура
В селе находятся фельдшерский пункт (фактически не существует), отделение «Почты России» 601761, сельхозпредприятие ООО «Есиплевское» (бывший СПК «Ильмовка») ( закрыто в 2014 году).

## Достопримечательности
В селе находится недействующая церковь Покрова Пресвятой Богородицы (1798) и полуразрушенная церковь Николая Чудотворца (1625-1675).